# La Côte (région)
Pour les articles homonymes, voir La Côte.

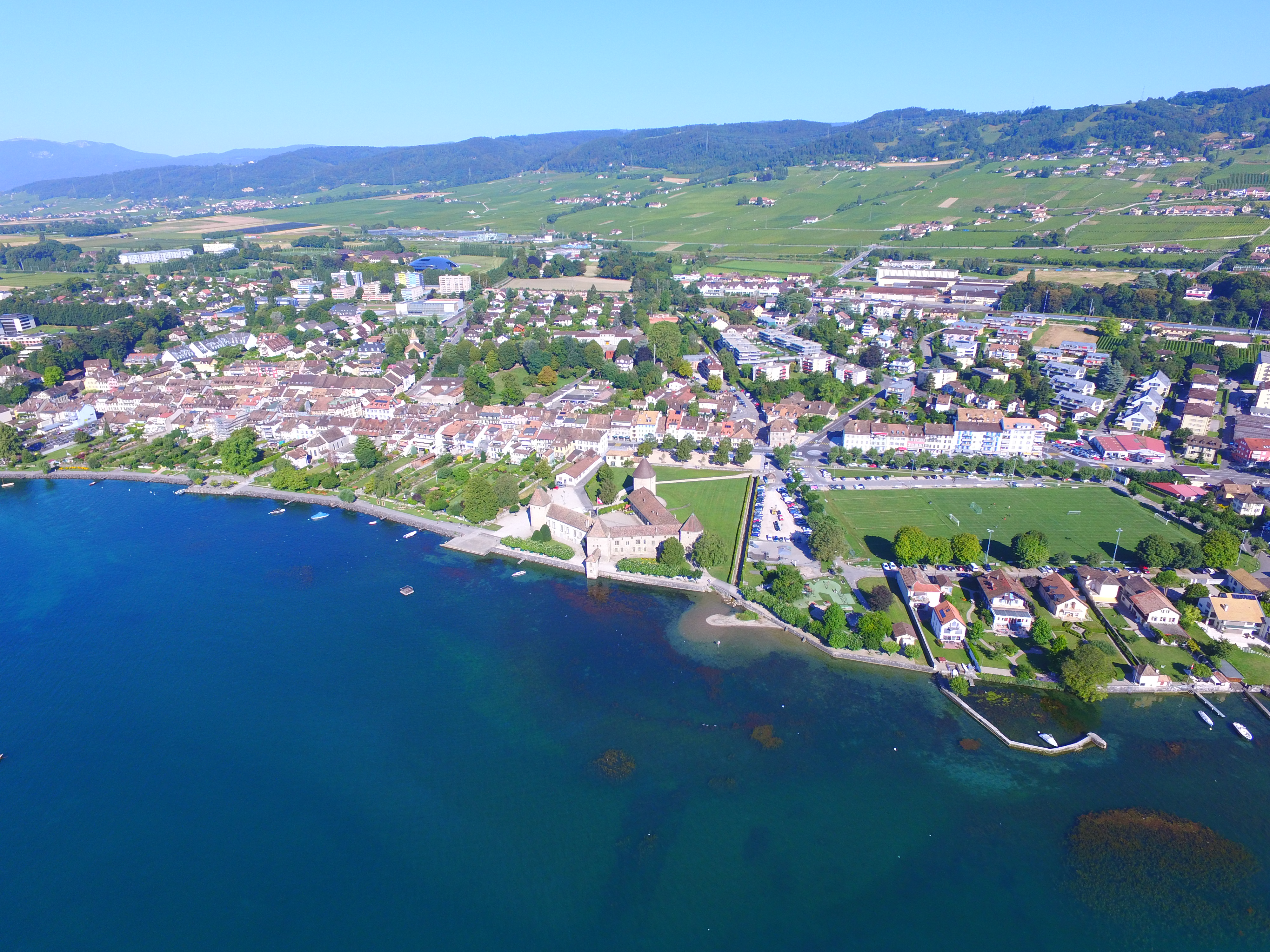
Vue aérienne de Rolle avec la Côte en arrière-plan.

La Côte est la région des districts vaudois de Nyon, de Rolle, d'Aubonne et de Morges qui s'étend entre le Léman et le massif du Jura. Le nom de la région vient de la côte entre Begnins et Aubonne. Cette dernière côte est par ailleurs assez largement recouverte du vignoble d'appellation d'origine contrôlée la Côte.

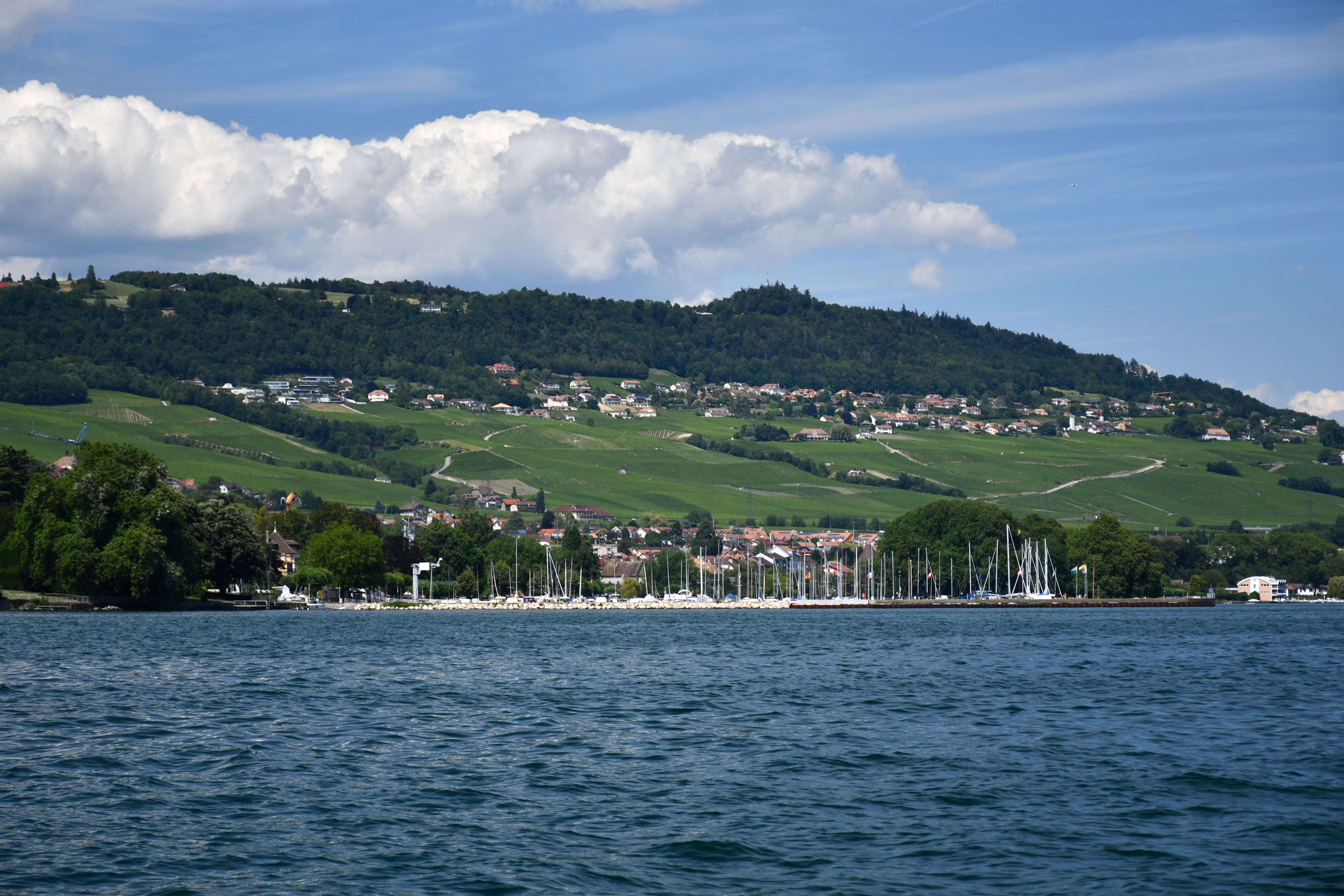
La Côte au-dessus de Rolle depuis le Léman.